# Liste de marbres modernes
Les marbres modernes désignent les marbres utilisés dans le monde occidental à partir de la Renaissance et jusqu'à nos jours. Après plusieurs siècles d'utilisation moins intensive du marbre durant le Moyen Âge, de nombreuses carrières sont de nouveau exploitées et de nombreuses autres sont découvertes, depuis environ les XVe et XVIe siècles sous l’impulsion des Médicis souverains de Toscane en Italie, et de Louis XIV en France.
Alors que les « marbres antiques » désignent des roches de composition très variée, les « marbres modernes » listés ici sont en majorité des roches calcaires : de vraie « marbres » au sens géologique moderne (des calcaires métamorphiques entièrement cristallisés) mais aussi d'autres variétés de calcaire dur. Les autres roches polissables, non calcaires, sont moins désignées par le terme de « marbre », on leur préfère souvent leurs noms géologiques modernes pour les différencier : granite, basalte, porphyre, serpentinite, etc., bien que le grand public utilise souvent le terme générique « marbre » pour désigner globalement toute roche ferme polissable.

## Marbres de Grèce
En tant que pays producteur de marbre, la Grèce est réputée depuis l'Antiquité. L'extraction des carrières de marbre a été intensive aux VIe et Ve siècles.
- L'île de Thassos est célèbre pour ses carrières de marbre blanc. La marbrerie : Philippides Marbel of Thassos est un exemple du savoir faire de Thassos.
- L'île de Tínos est l'un des centres les plus importants de l'artisanat grec moderne du marbre. L'économie marbrière est surtout présente dans la région de Pánormos (ou Pýrgos), avec un musée de l'artisanat du marbre. L’artisanat du marbre de Tinos est inscrit sur la liste du patrimoine culturel immatériel de l'UNESCO[1],[2].

## Marbres d’Italie

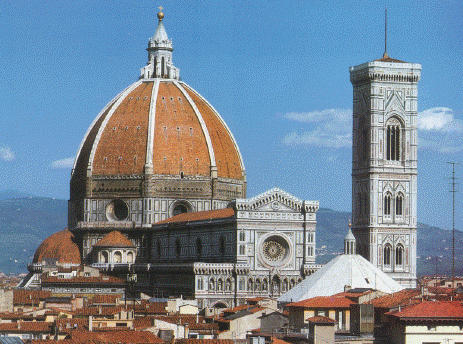
Santa Maria del Fiore de Florence

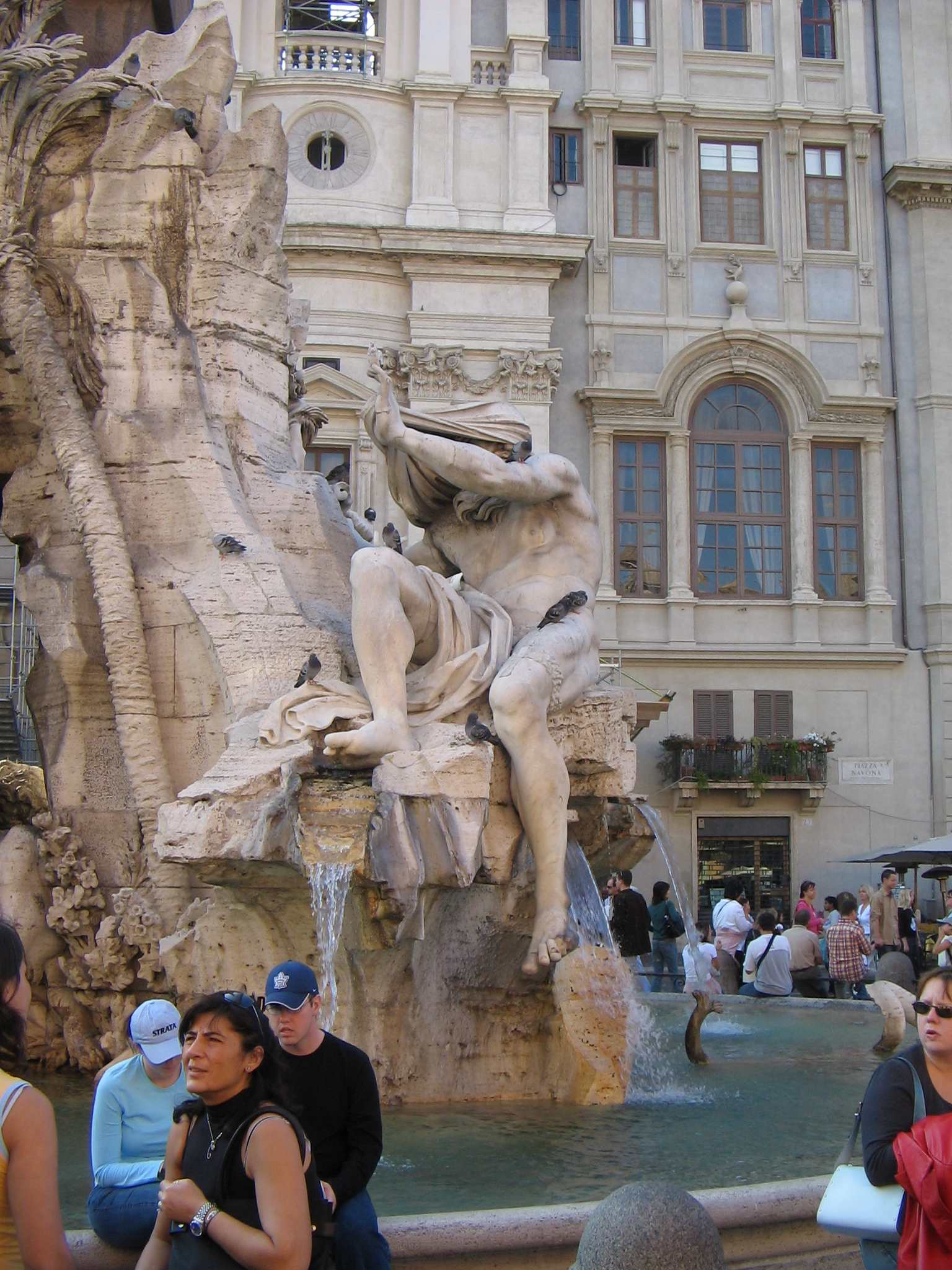
La statue du Nil de la fontaine des Quatre-Fleuves à Rome

- La Sicile compte plus de cent sortes de marbres :
  - Le Sicile, dit aussi Sicile antique. Ses couleurs rouges, blanches, vertes ou grises, sont très vives et imitent celles des jaspes et forment des taches, des rubans rayés, des veines. Il est susceptible d’un lustre éclatant. On distingue deux variétés principales : l’une ressemble à une brèche, l’autre est rempli de coquilles bivalves. Il est rarement en morceaux volumineux et on en fait des tables, des cippes, des socles et des placages.
- La Toscane avec Les marbres de Sienne qui sont de plusieurs sortes :
  - le jaune de Sienne, d’un jaune doré avec des flasques et des veines gris-noirâtre. Exploité à Montarrenti de la commune de Sovicille près de Sienne.
  - La brocatelle de Sienne, exploité à Montagnola senese à partir du XIIIe siècle pour la construction d’églises et particulièrement pour le dôme de Florence et la cathédrale d'Orvieto. Ce marbre est composé de petites parties jaunâtres formant, par leur réunion, de grandes taches entourées de veines gris-bleuâtre tendant au rouge.
  - Le marbre vert de Florence, c’est un marbre serpentineux.
  - Les marbre de Carrare , un des marbres les plus connus et des plus diffus, surtout les blancs.
  - Le Vert de Prato, marbre serpentineux, vert foncé tacheté de noir et de blanc, c'est le marbre vert emblématique de l'architecture de la Toscane, où il est souvent associé en contraste avec le blanc de Carrare.

- Les marbres vénitiens et en particulier ceux de Vérone, sont extrêmement variés et une trentaine de carrières fournissent ou ont fourni plusieurs espèces de marbres :
  - Le mandelato est un marbre mélangé de taches jaunes et blanchâtres.
  - Le marbre rouge de Vérone, d’un rouge vif tirant sur l’hyacinthe (variété rouge-orangé de quartz).
  - Brèche de Vérone, espèce de poudingue jaunâtre à noyaux ronds ou oblongs, jaunes, bruns, rouge et gris, cimentés par une pâte sablonneuse composée de grains de mêmes couleurs. Le socle de la statue du Nil de la fontaine des Quatre-Fleuves à Rome est en ce marbre.

- Les marbres de la côte de Gênes qui abondent en :
  - Marbre noir veiné blanc, tiré du mont Alcino,
  - Marbre bleu  uni et veiné, dits bardigio, près de Staremma;
  - Marbre  Vert de Gênes    marbre serpentineux vert, veiné de blanc, et flaqué de rouge sombre
  - Marbre Vert d'Égypte sans  flaque   rouge
  -  Marbre Vert de mer
  - Marbre  Polzeverra les parties blanches abondent et les filets verts sont lâchement embrouillés
  - Marbres  panachés de rose et de blanc, de Seravezza;
  - Marbre noir taché de jaune et veiné de blanc qu'on trouve à Porto Venere, d'où dérive son nom
  -  Marbre violet de Carrare qui offre beaucoup de variétés

- Marbre blanc de l'île d'Elbe

- Marbre de Rovigo, de couleur blanche, il est inférieur au marbre de Carrare ; on l’exploite près de Padoue.
- Marbre de Bergame, vert tacheté de gris et de noir intense.

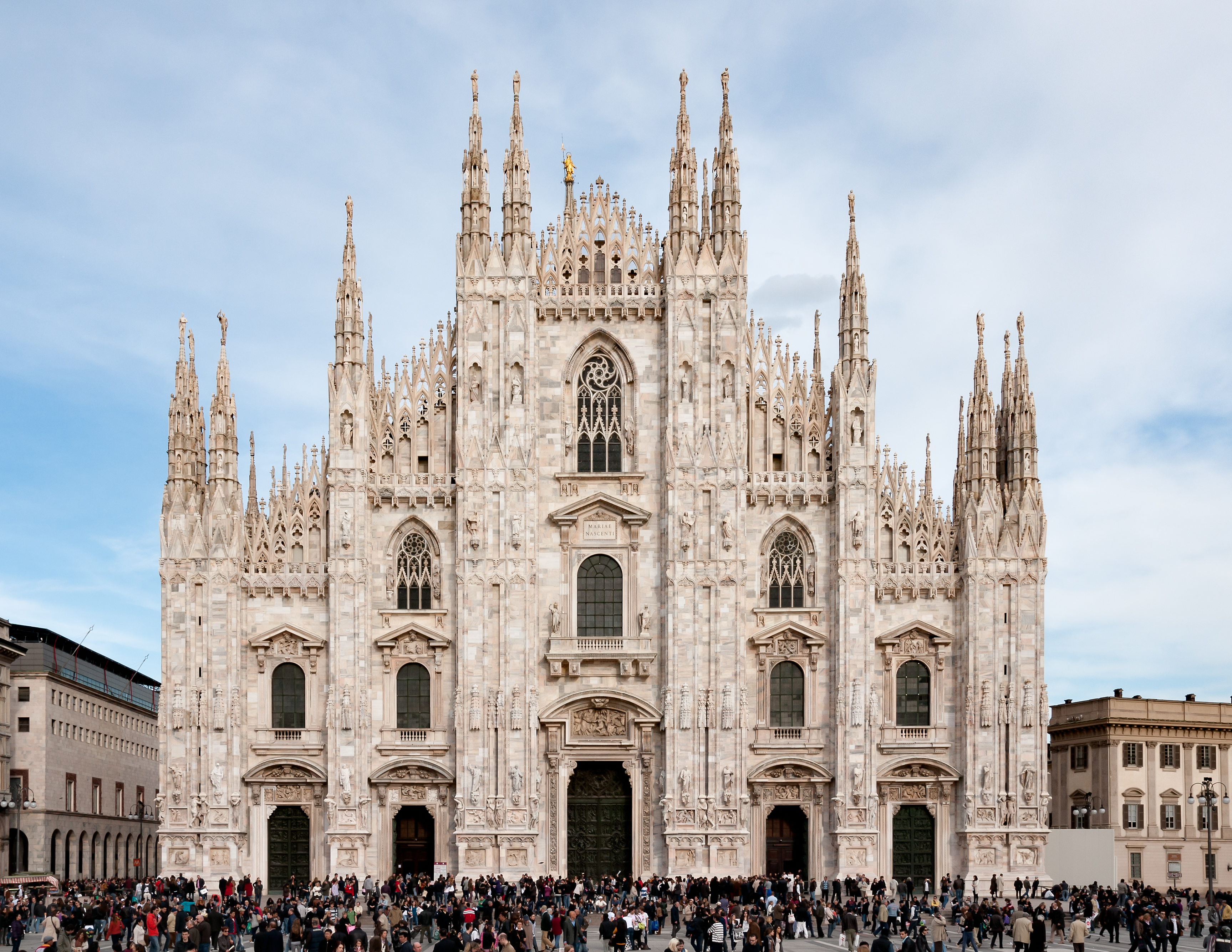
Dôme de Milan

- Marbre de Mergozzo, de la commune de Mergozzo au bord du lac Majeur. Il est blanc  veiné de noirâtre. La plupart des églises de Milan sont ornées de ce marbre et la cathédrale en est bâtie. Les blocs étaient acheminés à Milan par le Naviglio Grande, canal creusé à partir de 1179 et qui fait partie des canaux de Milan.
- Marbre noir de Côme.
- Les marbres du Piémont  qui ont beaucoup de rapport avec ceux de Gênes :
  - Le marbre blanc de Ponte, marbre statuaire exploité non loin de Turin,
  - Le vert de Suse, vert et blanc, imitant le vert antique, exploité à Bussolin près de Suse.

- Les Marbres des Abruzzes, un est blanc et l’autre coquillé.

- Marbres du Trentin :
  - Marbre vert du Trentin, vert mêlé de blanc, les pyrites qu’il contient le rendent difficile à travailler.
  - Marbre vert de Bressanone, vert foncé (serpentine (minéral)), varié de taches jaunes, mêlées de talc blanc argentin.
  - Marbre brèche du Trentin, connu sous le nom de brèche de Vérone, dans les hautes montagnes de Vallarsa. Sur un ciment rouge, il présente un grand nombre de taches bleues, rouge pâle, cramoisies, etc.

## Marbres de France

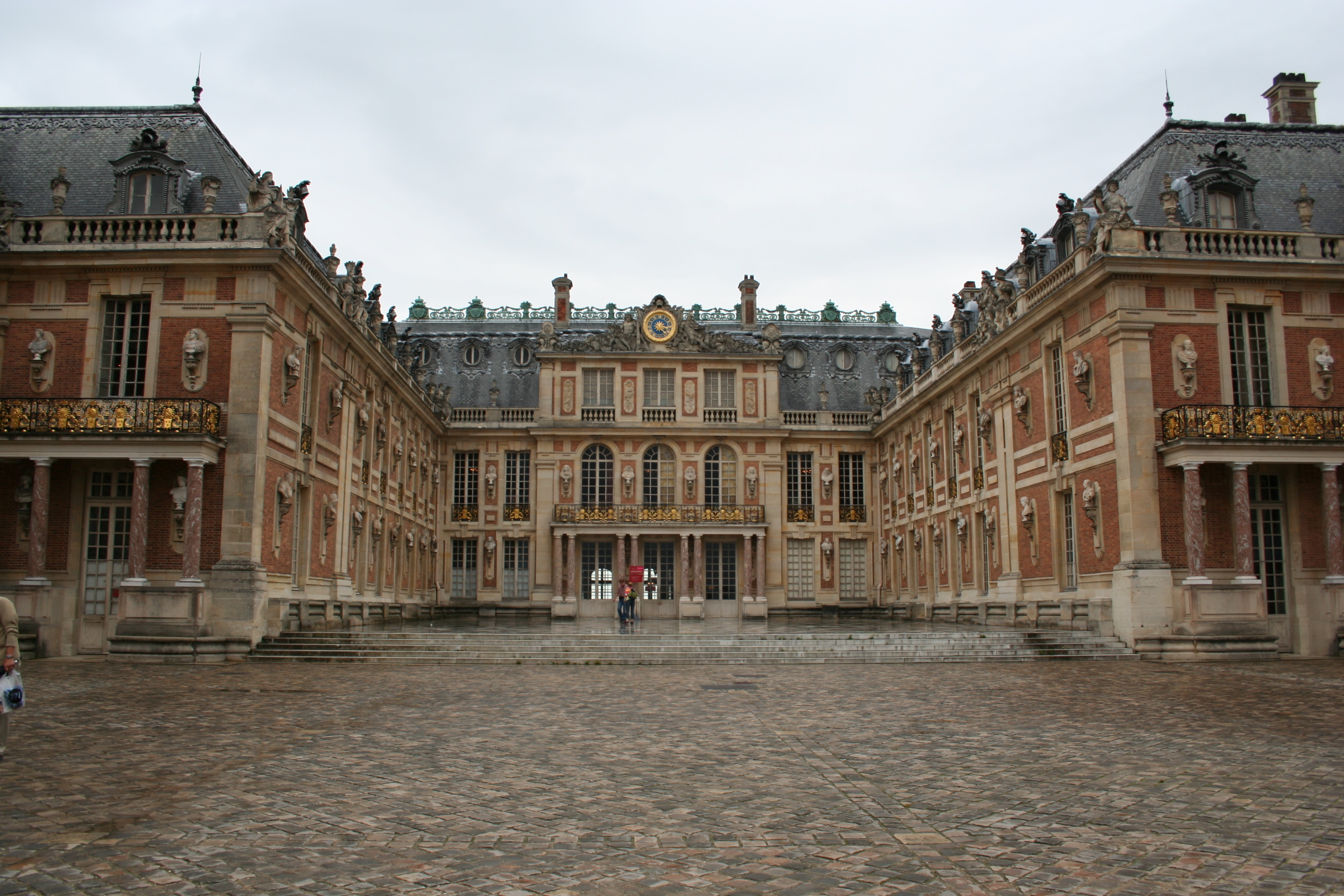
Les façades est du château de Louis XIII autour de la « Cour de marbre ».

En France, le goût pour les marbres date de Louis XIV et de son ambition fera découvrir de nombreuses carrières allant du nord de la Belgique jusqu’aux Pyrénées.
- Allier :
  - Marbre du bourbonnais, de couleur tricolore, bariolé de rouge, de jaune et de bleu ; on le tire de près de Moulins (Allier).
  - Brocatelle de Moulins, marbre coquillé, gris-bleuâtre, veiné de brun et jaune doré. La carrière fut découverte par Caylus en 1760. Les marbres blancs et coquillés ont servi pour les pavés de la cathédrale Notre-Dame de Paris.

- Haute-Alpes :
  - Marbre noir de Saint-Firmin, marbre noir foncé et très compact avec des débris de coquilles, assez dur et prend un beau poli. Extrait aux Eygliers, à Saint-Maurice (Isère), à la montagne du Farau et Aspre-l’Ecot.
  - Marbre rouge vineux, de Briançon (rive droite de la Durance),
  - Marbre rouge, blanc, gris et jaune en veines et en taches irrégulières des Eygliers. Utilisé pour les remparts et la ville de Mont-Dauphin, que les Romains connaissaient et travaillaient déjà, comme le prouvent les vestiges existant sur place.
  - marbre blanc, rose et vert mélangé de grenat, aiguille d’épidote et de lames de fer très brillantes avec un grain salin, de Saint-Maurice.
  - Marbre cipolin, comme tous les cipolins il est composé de la matière même du marbre brillant et grenu et talc verdâtre en zones ondoyantes. La manière de le couper donne des aspects différents. Vient de la  vallée de Saint-Maurice.
  - Marbre poudingue, comme tous les poudingues, il est composé de galets de marbre blanc, gris, jaune, agglomérés par un ciment rougeâtre, qui peut recevoir un beau poli. Exploité aux Eygliers.

- Ardèche :
  - Marbre de Pouzin, jaspé de gris-cendré, presque noirâtre, en zone orbiculaire souvent irrégulières avec de rares veines blanches, renferme quelques coquilles noirâtres. Extrait des carrières du village de Pouzin et de Chaumenac sur les bords du Rhône. Le pont sur la Drôme entre Loriol et Livron[3] est fait de ce marbre.

- Ardennes :
  - Marbre rouge de Givet, rouge, nuancé de taches et de veines plus claires. Il contient des débris d’entroques, chargés en calcaire blanc spathique.
  - Brèche de Givet, marbre noir veiné blanc
  - Marbre rouge de Charlemont, veiné de blanc et rouge, et ses taches blanches sont dues à des madrépores.

- Ariège :
  - Marbre noir et blanc Grand antique d'Aubert, à Moulis, déjà exploité par les Anciens.
  - Marbre gris veiné de bleu, se trouve à Montaillou et Montferrier.
  - Brèche violette, semblable à la brèche violette d’Italie et n’en diffère que par des taches plus petites.
  - Bleu turquin de Seix.
  - Vert d'Estours, à Seix, proche du Campan vert, mais plus clair, fond de couleur ivoire parsemé de fines lignes vertes.
- Aube :
  - Marbre lumachelle gris, connu sous le nom de Lumachelle grise, il est formé de petites coquilles et prend un beau poli.

- Aude :
  - Marbre rouge et blanc, dit marbre de Languedoc, de couleur rouge de feu, mêlé de taches blanches de madrépores et de gris, disposé en zones contournées. Il est exploité aux carrières de Caunes-Minervois et décore plusieurs monuments en France ; les huit colonnes de l’arc de triomphe du Carrousel à Paris, les contre-plaques sur les piliers de Notre-Dame, de Saint-Sulpice, de Saint-Roch, le Capitole de Toulouse et décorations sur d’autres villes du Languedoc.
  - Marbre de Roquebrune, il diffère du précédent par ses taches qui sont toutes arrondies.
  - Marbre de Narbonne, blanc mêlé de gris bleuâtre.
  - Marbre de Sigean, d’un vert rembruni, mêlé de taches rouges, il ressemble à certaine partie du marbre campan.
  - Marbre noir coquillier, d’un noir très intense, il contient des bélemnites blanches qui font un très bel effet. Extrait du côté de Narbonne.
  - Marbre jaune et violet, des environ de Narbonne, il a des taches jaunes assez éclatantes sur un fond violet très foncé.

- Bouches-du-Rhône :
  - Marbre bariolé blanc, rouge et jaune, localement appelé marbre de Saint-Baume ressemble beaucoup à la brocatelle d’Espagne.
  - Marbre de Tray, (ou Trest), mélangé de jaune et quelques taches grises, rouges et blanches, reçoit un très beau poli et il est extrait au lieu-dit Saint-Jean-du-Désert.
  - Marbre rouge de Vitrolles, d'une couleur que l'on nomme rouge étrusque, d'un fond rouge éclatant parsemé de taches oblongues blanc rosé entourées de jaunes et de bruns.
  - Brèche d’Aix marbre composé d’un fond jaunâtre et de petites taches grises, brunes et rouges. Il reçoit un très beau poli et est exploité dans la ville d’Alep (Syrie), et sur la commune de Beaurecueil, près d’Aix-en-Provence.
  - Brèche de Marseille, dit Brèche de Memphis, fond rougeâtre avec de petits fragments blancs, gris et bruns. Extrait de Marseille.

- Calvados :
  - Marbre de Caen, d’un rouge sable et tacheté par de grandes veines grises ou blanches (madrépores), employé en décoration pour les dessus de mobiliers et de cheminées.

- Charente :
  - Marbre coquillier

- Côte-d'Or :
  - Brèche de Saint-Romain, de couleur brique foncé avec fragments anguleux jaune d’œuf.
  - Brèche de Rocheport, près de Beaune, rouge et blanc, découvert en 1756.

- Hérault :
  - Marbre griotte, appelé aussi griotte rouge d'Italie ou marbre du Roi d'un brun foncé avec taches ovales, d’un rouge foncé, dues à des coquilles.
  -  Marbre bleu turquin  de Saint-Nazaire-de-Ladarez
  - Marbres de France : les carrières des « Marbres de France » sont situées sur la commune de Saint-Pons-de-Thomières. En sont extraites six variétés de marbre de couleurs différentes selon leur zone d'extraction : le Kuros Doré, le Kuros Fleur de Pêcher, le Rouge de St-Pons, le Kuros Perle de Nacre, le Noisette Fleury et le Skyros. Grâce à ses qualités techniques et esthétiques, le marbre de Saint-Pons est très prisé des sculpteurs mais aussi des architectes et des professionnels de l'aménagement d'intérieur.
- Isère :
  - Marbre blanc salin, blanc, se trouve aux aiguilles de Vaujany.
  - Marbre du Tensin, gris clair avec fragments rose vif nuancé et taches brun chocolat, plus ou moins foncé. On le trouve au Tensin en Dauphiné.
  - Marbre ferrifère de Vizille, d’un blanc jaunâtre veiné de brun roussâtre, il reçoit un poli brillant. Ce marbre est un fer spathique compact très lourd et sujet à rouiller et s'altérer sensiblement. On en fait des vases, des pyramides et de petits socles.
  - Marbre brèche de Seissin, composé de fragments de marbre noir, rayés de lignes noires moins foncées et parallèles. Les taches moires sont entourées de jaune vif, qui fait ressembler à un potor. On trouve par place des fragments de marbre blanc nuancé de rose ou de violet.

- Jura[Notes 1] : 

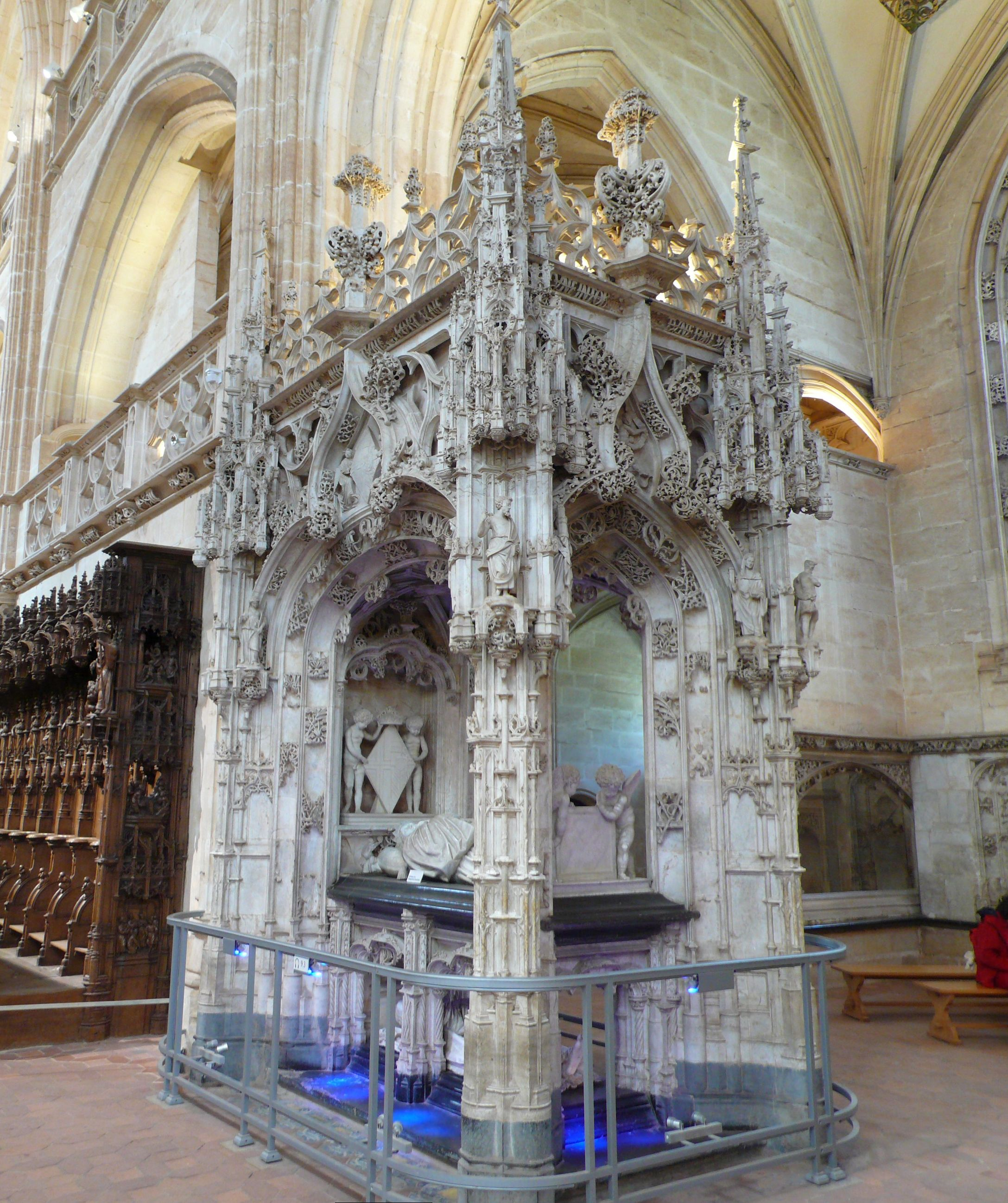
Tombe de Marguerite d'Autriche à l’église de Brou

  - les Brocatelles de Chassal, de couleur jaune et violette, étaient exploitées à la carrière de Chassal.
  - Marbre jaune Lamartine ou jaune fleuri, exploité à la carrière de Pratz de la région de Saint-Claude, où il existe la très belle collection de marbre de Nicolas Gauthier[4]
  - Marbre coquillier, composé de coquilles fossiles, il est employé depuis le Moyen Âge pour des réalisations locales. Tiré des carrières de Salins-les-Bains, Foncine-le-Bas pour la réalisation de sculptures prestigieuses comme le tombeau de Marguerite d'Autriche (église de Brou), le tombeau de Jean sans Peur (achevé en 1469), et une multitude de meubles et décorations d’église.
  - Marbre brèche, tiré des carrières de Grays, de la Malardière

- Lot :
  - Marbre du Lot, de même qualité que les marbres du Jura, on les trouve à Cahors pour un marbre rouge veiné blanc et de gris bleuâtre. Un autre veiné blanc et gris verdâtre.

- Maine-et-Loire :
  - Marbre fleur de pêcher, de couleur gris blanc, veiné de rouge, ce marbre n’a aucun rapport avec le marbre fleur de pêcher antique.
  - Marbre d’Angers, de couleur gris veiné de blanc.

- Haute-Marne :
  - Marbre de Langres, composé d’une multitude de madrépores coloré de jaune, constitue la matière des colonnes du portail de la cathédrale Saint-Mammès de Langres.
  - Marbre gris-brun, contient des coquilles de différentes grandeurs et formes à Langres.
  - Marbre gris-blanc, compact et reçoit un beau poli, exploité à Chaumont.
- Mayenne[5] :

- - Marbre de Saint-Berthevin, exploité à Saint-Berthevin près de Laval:
    - rose
    - jaspé de rouge (dit rouge granit), de blanc et de gris ardoise

  - Marbre noir d’Argentré, exploité à Argentré près de Laval.
  - Marbre noir de Louverné, exploité à Louverné près de Laval.
  - Marbre gris fleuri de Bonchamps, exploité à Bonchamp-lès-Laval  près de Laval.
  - Marbre sarrancolin de la Mayenne, exploité à Bouère
  - Marbre rouge mêlé d’un blanc sale, tiré de la même région.
  - Un marbre noir à grain très serré et sans veines
  - Un marbre à fond jaune avec veines noires
  - Un marbre à fond gris rosé et pointillé de blanc par de petits coquillages marins

- Nièvre :
  - Marbre rouge taché de jaune, ressemble grossièrement au marbre cervelas antique (marbre rouge veiné de blanc[6]). Un autre de couleur griotte exploité à Cosne à usage local.

- Nord :
  - Marbre de Cousolre, noir, veiné de blanc, souvent utilisé au XIXe siècle pour faire des horloges.
  - Marbre de Rancé, appelé localement pierre d’Avesnes, blanc mêlé de rouge-brun avec veines blanches, cendrées et bleues.
  - Marbre de Barbençon noir, veiné de blanc, ressemble un peu au petit antique.
  - Marbre de Clermont, d’un gris cendré-clair, avec une légère nuance de violet mêlé de taches noires, de veines blanches et aurore.
  - marbre de Trolong, rouge et jaunâtre avec un beau poli, du côté d’Avesnes.
  - Marbre de Grandrieux, gris, noir avec des veines blanches, à Grandrieux du côté de Maubeuge.
  - Marbre brèche de Dourlers, formé par la réunion d’une multitude de fragments de marbres couleur cendrée, blancs ou rougeâtres. Exploité du côté de Barbançon et à Ogimont.
  - Marbre brèche d’Estroeng-la-Rouillie, composé de morceaux de marbre verdâtres et cendrés.

- Pas-de-Calais :
  - Brocatelle de Boulogne, tachetée et veinée de rouge.
  - Marbre gris, rose et blanc, disposé par taches ou par veines
  - Marbre brun, tacheté par endroits d’une couleur moins foncée que la pâte, varié de veines blanches.
  - Marbre rouge foncé varié de taches grises dues à des madrépores.
  - Marbre de Boulogne de couleur café au lait avec veines blanches, grises ou rousses, reçoit un assez beau poli et peut être fourni par de grands blocs.
  - Marbre Lunel, teinte beige uni, du bassin carrier de Marquise, utilisé pour la restauration du sol de la cathédrale Notre-Dame de Paris[7].

- Puy-de-Dôme :
  - Marbre de Nonette, marbre lumachelle gris perle, dont les coquilles sont chargées en matière siliceuses, assez facile à polir.

- Pyrénées :
  - Marbre blanc de Loubie, blanc veiné de gris, se prête facilement à la sculpture.
  - Marbre blanc de Bayonne, blanc à grain moins fin que celui de Carrare, il a le défaut de jaunir vite et de se tacher avec le temps. Appelé localement Marbre vierge.
  - Marbre de Bielle, de couleur grise presque entièrement composé de débris de corps marins.
  - Marbre de Lescun, de couleur vert uni, de la vallée d'Aspe.
  - Marbre de Sauveterre, considéré comme une brèche, fond noir à taches blanches et anguleuses.
  - Marbre de Barèges, blanc, veiné de linéaments[Notes 2] verts et entrelacés.
  - Marbres Campan, employé en grande masse, c’est un des plus riches ; par contre, il ne peut être exposé à l’extérieur à cause des parties talqueuses qui finissent par s’exfolier et disparaître et laisser un creux à leur place, détériorant la qualité de la surface. Exploité dans le bourg de Campan à côté de Bagnères-de-Bigorre, il est employé pour les dessus de meubles, les chambranles de cheminées, socles de pendules
    - Campan vert, d’un vert-d’eau très pâle, présente à la surface des linéaments d’un vert beaucoup plus foncé qui s’entrelacent les uns aux autres.
    - Campan Isabelle, sa base est rose tendre avec des linéaments de veines ondoyantes de talc vert.
    - Campan rouge, d’un rouge sombre, veiné d’un rouge encore plus sombre.

  - Marbre de Sarrancolin, présente de grandes  bandes droites et des taches anguleuses grises, jaunes ou rouge-sang. Il a une fausse ressemblance avec le Sicile.
  - Marbre d’Antin, fond blanc avec veines rouge-feu, extrait à Verey.
  - Marbre brèche, petite brèche dont la pâte est d’un jaune-orange clair et qui renferme de petits fragments d’un blanc très éclatant. Elle reçoit un fort beau poli et est employée pour des vases, socles, plaques, etc. Une autre brèche comporte des taches noires, réunies par un ciment jaune.
  - Marbre du château de Ville-Franche, rouge, blanc et vert.
  - Marbre brèche des Pyrénées, fond rouge brun avec des taches moyennes noires, grises ou rouges. Brèche très estimée car elle reçoit un fort beau poli.

- Saône-et-Loire :
  - Marbre noir, près du village de Tramayes (Mâcon).
  - Marbre rouge et blanc, près du village de Solutré (Mâcon).
  - Marbre rouge et blanc coquillier, d’un rouge assez foncé, s’altère à l’air, exploité à Chalon-sur-Saône (grandes obélisques du pont de la ville).
  - Marbre de Tournus, d’une couleur de poterie rouge, reçoit un fort beau poli et est très employé par les marbriers de Lyon.

- Sarthe :
  - Marbre de Sablé, fond jaune et veiné de rouge et blanc.
  - Marbre noir veiné de blanc, tiré de l’abbaye de Saint-Serges en Anjou.

- Seine-Maritime :
  - Marbre de Saint-Étienne, près de Rouen, plusieurs variétés de marbres jaunes, rayés ou jaspés de jaune plus foncé, avec des dendrites ou arborescences noires et déliées, qui peuvent recevoir un très beau poli.

- Seine-et-Marne :
  - Marbre de Château-Landon, d’un jaune très pâle qui renferme de petites coquilles peu apparentes et veinées blanchâtres et translucides.
  - Marbre gris, jaune, vert et bleu, par taches ou nuances indéterminées. Marbre fort dur qui reçoit un très beau poli, se trouve en grands bancs dans la côte sablonneuse et marneuse.

- Var :
  - Marbre de Saint-Maximin, dit Marbre Portor ou Jaune du Var, noir veiné de jaune éclatant ; Louis XIV le fit exploiter pour la décoration de Versailles.
  - Marbre Jaune Isabelle, région de Saint-Maximin-la-Sainte-Baume, jaune nuancé de rouge.
  - Marbres de Brignoles, dits Rosé de Brignoles, Jaune de Brignoles et Violet de Brignoles.
  - Marbre de Callian, blanc veiné de violet.
  - Marbre brèche de Montmeyan[8], rose et jaune.

- Vienne :
  - Marbre blanc, beau blanc d’un grain très fin, serré et dur, reçoit un poli très brillant. Exploité près du château de Vareilles, non loin d’Availles-Limouzine (sud de Poitiers).

- Vosges :
  - Marbre de Framont, la couleur principale est le blanc pénétré de rouge ou de noirâtre ou de gris presque uni.

- Île de Corse :
  - Marbre blanc statuaire, d’un grain fin et serré et d’une blancheur laiteuse, sans veine ni tache, il peut être comparé à celui de Carrare. On le trouve à Ortifario.
  - Marbre gris, c’est le bardiglio des Italiens, il se trouve à Laguilaya au-dessus de Poggio-di-Nizza.
  - Marbre cipolin, on le trouve dans plusieurs cantons de la Corse. À Corte et au Cap Corse, dont le grain est fin et compacte et dont les veines verdâtres se déploient sur un fond blanc. À Erbalonga, on en trouve dont le fond est jaunâtre et veiné d’un vert pâle.
  - Marbre gris veiné blanc, grain très fin, tantôt taché ou rubané. Du côté de Corté.
  - Marbre blanc terne, veiné de rouge sanguin, formant une sorte de brèche à grain extrêmement serré. À Laguilaya et Corté.

## Marbres d’Espagne
- Marbre de Cordoue, teinte blanc laiteux, reçoit un beau poli.
- Marbre blanc de Molina, souvent employé pour la décoration des édifices moresques, particulièrement le palais nasrides de l'Alhambra.
- Marbre blanc de Grenade, teinte un peu rousse avec un grain analogue à celui du paros.
- Marbre blanc de Badajoz, ressemble au précédent avec un grain plus fin.
- Marbre blanc tigré, blanc taché de gris, reçoit un beau poli. Exploité dans le Royaume de La Manche.
- Marbre gris de Tolède, remarquable par la qualité du poli qu’il reçoit.
- Marbre gris d’Elvire, gris veiné et taché de blanc, de la région de Grenade.
- Marbre noir de Moron,
- Marbre noir de Paular, de bonne qualité, exploité à la Chartreuse de Paular ; près de Ségovie.
- Marbre portor d’Espagne, noir veiné de jaune, ce portor est moins beau que celui des Apennins, on le trouve en Biscaye.
- Marbre violet de Tortosa, violet taché et moucheté de jaune éclatant, reçoit un beau poli.
- Marbre rouge de Séville, rouge assez sombre avec des taches et des veines d’un blanc éclatant ou d’un rouge vif, rappelle le griotte.
- Marbre de Valence, à couleur dominante violet vineux avec en surface des veines ou des figures anguleuses d’un jaune aurore. Il ne reçoit pas un poli très vif.
- Marbre de Santiago, de couleur chair veinée de blanc, s’exploite à la villamajor de Santiago. Il existe une montagne entière près d’Antequera.
- Marbre de Cortegana, d’une teinte fauve légèrement piquée de gris, il prend un beau poli.
- Marbre de Meguerra, de couleur d’un roux obscur orné de veines capillaires noires. Exploité à côté de Valence.
- Marbre de Murviedro, noir veiné blanc, exploité dans la montagne voisine de Murviedro, ce marbre reparaît au sommet changé en une brèche jaune, bleu et rousse.
- Marbre rouge de Molina, une colline entière de marbre rouge, jaune et blanc, dont la cassure est brillante comme celle du sucre, qui lui donne un beau poli.
- Marbre de Guipuscoa, la montagne fournit un marbre rouge veiné de gris, parfaitement semblable à celui exploité à Seracassia sur le revers opposé des Pyrénées.
- Marbre vert de Grenade (Espagne),
- Marbre brocatelle de Tortosa, c’est un marbre antique vulgairement appelé brocatelle d’Espagne.
- Marbre coquillier de Grenade, rouge vif foncé, renferme des coquilles blanchâtres.
- Marbre de Biscaye, noir très foncé, renferme des coquilles d’un blanc pur, prend un beau poli.
- Marbre brèche de Riéla, d’un fond jaune rougeâtre, renferme des fragments anguleux noir.
- Marbre brèche de Vieille-Castille, le fond est d’un rouge clair, pointillé de jaune et de noir, renferme une multitude de fragments d’un jaune pâle, d’un rouge brique, d’une brun foncé ou d’un gris noirâtre. Les taches arrondies de  cette brèche le rapprochent du poudingue.
- Marbre poudingue, connu sous le nom de piedra almandrada de las canteras, il est composé d’une infinité de petits galets rouges, jaunes et noirs, réunis par un ciment d’un rouge foncé. Il ressemble beaucoup à la brèche arlequine des Italiens.
- Marbre brèche violette de Vieille-Castille, d’un violet foncé avec taches jaune-orange, reçoit un poli brillant.
- Marbre brèche de Valence, jaune plus ou moins clair, d’une qualité secondaire, employé pour l’ameublement des appartements.

## Marbres du Portugal
- Marbre de Lisbonne, couleur rougeâtre, avec des débris de coraux et fossile de couleur blanchâtre.
- Marbre de Vila Viçosa, dans l’Alentejo moucheté gris.
- Marbre de Troncao, jaune pâle veiné gris.

## Marbres du Royaume-Uni
- Angleterre :
  - Marbre d’Anglesey, appelé aussi marbre de Mona, serpentineux à contexture granulaire, vert noir, irrégulièrement maculé de rouge et de blanc.

- Écosse :
  - Marbre blanc statuaire d’Assynt, belle qualité peut recevoir un beau poli.
  - Marbre de Boyn, rouge et blanc d’un aspect fort agréable.
  - Marbre vert, mélange de matière calcaire et de matière talqueuse ou serpentineuse.
  - Marbre rose des Hébrides, couleur rose parsemée de petites taches vertes-noirâtres (pyroxène), reçoit un beau poli.

## Marbres d’Irlande
- Marbre du Comté de Waterford, noir panaché de châtain, blanc, jaune, bleu.
- Marbre de Whitechurch, gris agréablement nuancé de blanc.
- Marbre de Loughlougher, dans le comté de Tipperary, couleur pourpre.
- Marbre de Kilkenny , couleur bleuâtre tirant sur le noir.

## Marbres de Russie

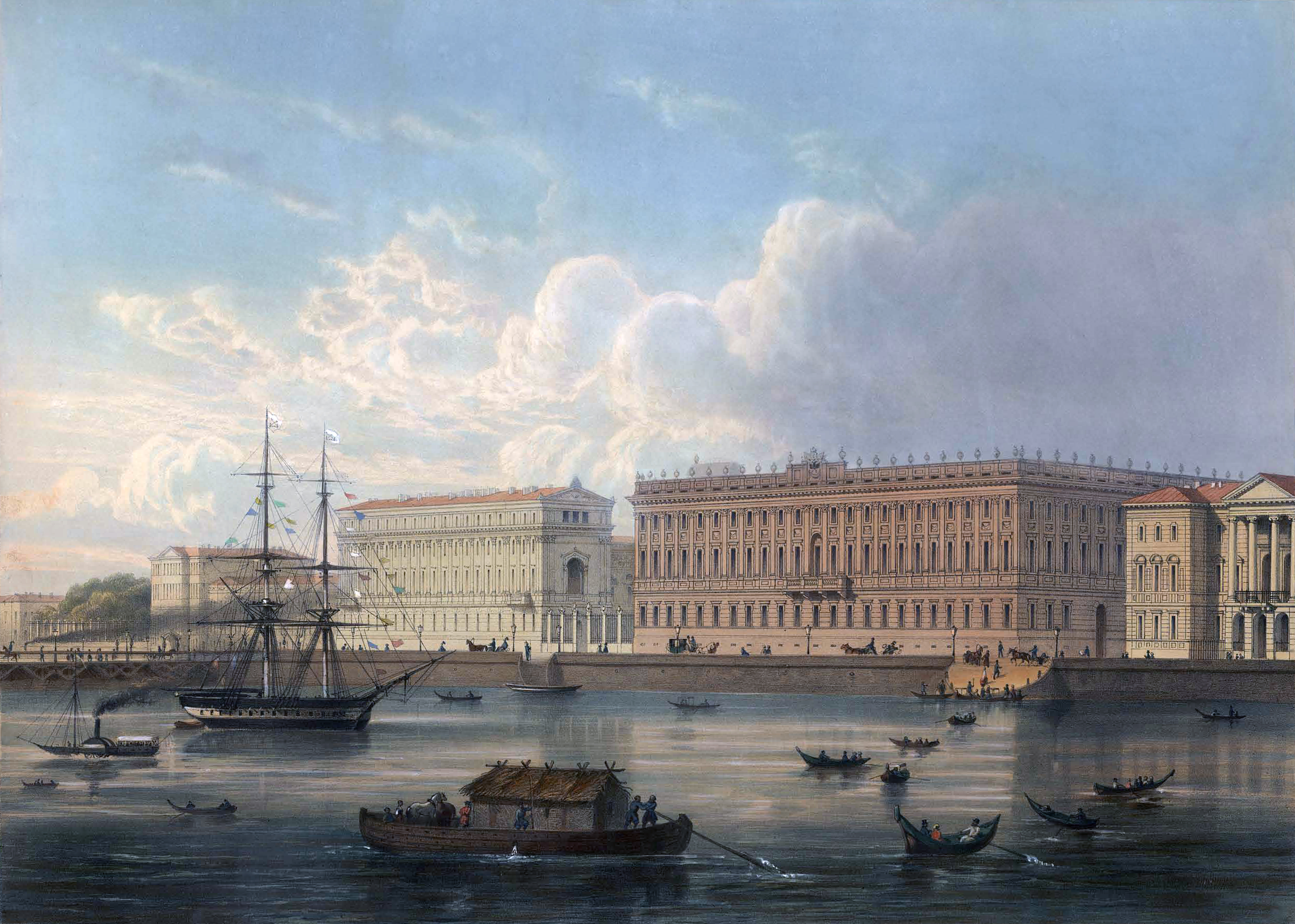
Le palais de Marbre vu de la Néva

- Marbre de l’Oural, les monts de l’Oural fournissent les marbres les plus variés. La plupart se tiennent dans la région de Iekaterinbourg pour les monuments de Saint-Pétersbourg et d’ailleurs que Catherine de Russie fit construire, comme le palais de Marbre.

## Marbres nordiques
- Suède :
  - Marbre de Fagernich, entre Norrköping et Nyköping, près de Stockholm. Marbre blanc veiné de talc blanc, dont la cassure est brillante.

- Norvège :
  - Marbre de Gillebeck, il contient de la pyrite, des grenats, des actinote (minéral), des amphiboles et se décompose au bout de quelques années.

## Marbres d’Allemagne
- Marbre blanc de Ratisbonne (Bavière), d’assez bonne qualité.
- Marbre blanc de Hildesheim, couleur proche du blanc ivoire et même du gris cendré.
- Marbre blanc de Wolfenbüttel, blanc grisâtre.
- Marbre noir d’Osnabrück, en Westphalie.
- Marbre d’Ostergyllen, taché de blanc, de jaune et de gris foncé.
- Marbre de Goslar,
- Marbre de Satzlbourg, vert veiné jaune.
- Marbre lumachelle de Carinthie , le fond est gris et renferme des fragments de coquille d’un blanc laiteux ou d’un blanc grisâtre, avec des reflets.

## Marbres belges
La Région wallonne est riche en minerai issu du phénomène karstiques.
- Noir de Golzinne , calcaire microcristallin qui contient des matières organiques.
- Marbre de Sobre, cendré mêlé d’un peu de bleu avec des taches noires, mêlées à des veines blanches et aurores. Tiré près de Beaumont (Hainaut).
- Marbre noir de Rance, noir, veiné de blanc, ressemblant au marbre de Cousolre
- Marbre de Fontaine-l'Évêque , rouge veiné de blanc et diverses autres couleurs.
- Marbre rouge de Rance
- Marbre noir de Dinant,
- Marbre noir de Theux, noir pur, tendre et facile à travailler, reçoit un poli supérieur à celui de Dinant.
- Marbre de Namur, noir qui tire sur le gris ardoise, traversé par des veines grisâtres.
- Marbre noir coquillier de Seille (Moselle) , noir avec quelques coquilles d’un blanc éclatant et reçoit un fort beau poli.
- Marbre de Thilaire, gris cendré très clair, renferme une infinité de petits corps marins, reçoit un beau poli.
- Marbre de Leff ou marbre de Flandres, rouge pâle, veiné de blanc et bordé de gris.
- Marbre brèche de Vaulfort, entre Dinant et Givet, près d’Hastière, taches noires, grisâtres et blanches sur un fond rougeâtre. On retrouve ce marbre sur les piliers de l’église Saint-Roch (Paris).

## Marbres algériens
- Marbre blanc - marbre gris - marbre reseda vert : carrière de marbre de fil-fila
- Marbre rouge - marbre jaune et rose : gisement de marbre de Krystel
- Marbre mahouna : la carrière de marbre de Mahouna
- Marbre onyx dore : filon d’onyx de Ain smara
- Marbre onyx jaune : carrière de Bouhnifia
- Travertin : carrière de Sidi m’barek
- Marbre blanc et vert : carrière de Honaine (Tlemcen)

## Marbres hors d’Europe
- États-Unis :

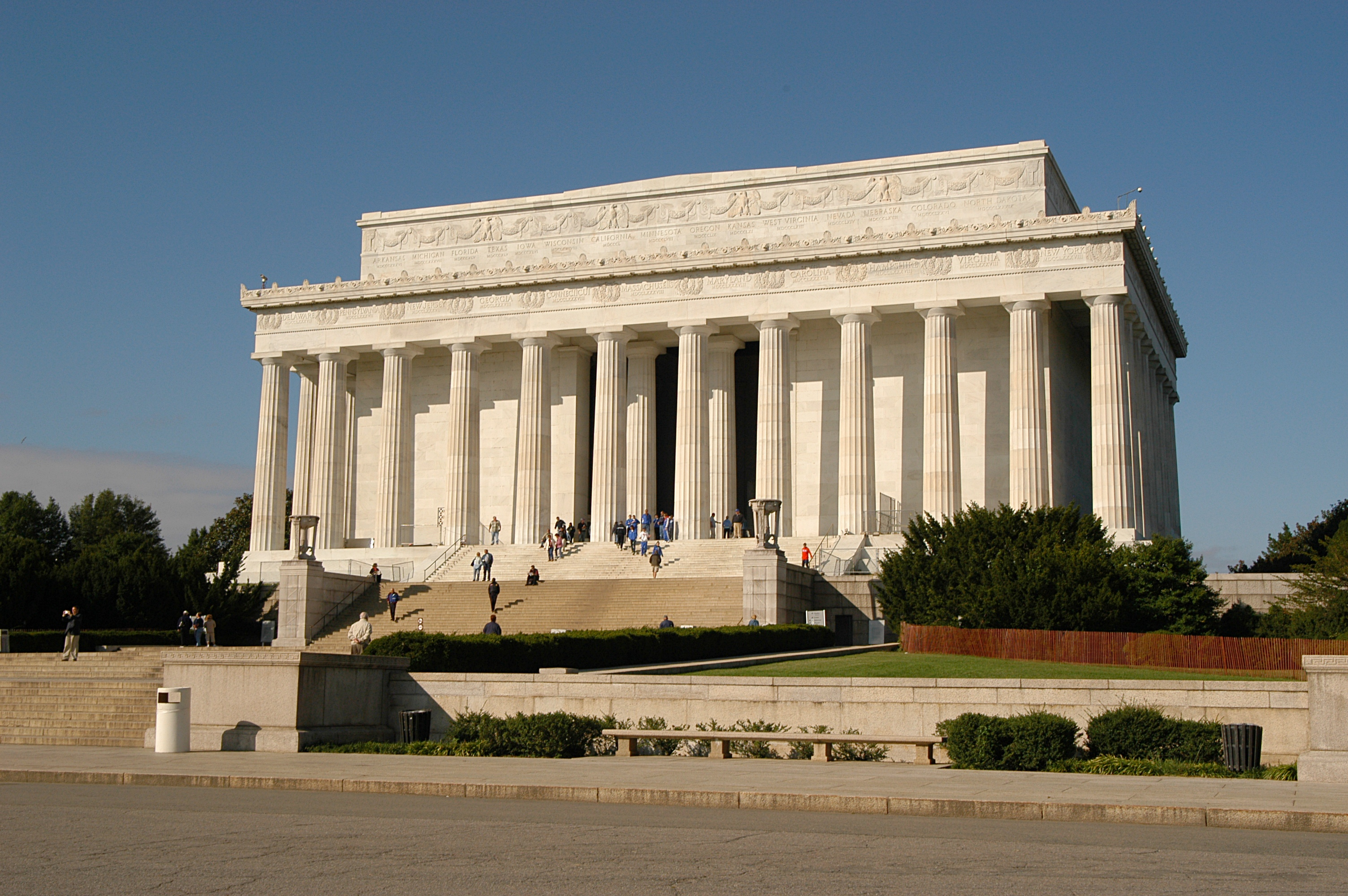
Le Lincoln Memorial, construit principalement en marbre de Yule et en calcaire de l'Indiana.

  - Marbre de Yule, que l'on trouve dans l'État du Colorado, d’une blancheur uniforme sans pratiquement aucune veine, composé à 99.5 % de pure calcite, l'un des marbres les plus purs qui puissent être exploités en carrière. Ce marbre est utilisé dans de nombreux monuments aux États-Unis, et le premier usage important est le Capitole de l'État du Colorado en 1895.

- Canada (Québec) :  
  - Marbre blanc : extrait dans le village de Bryson, utilisé aussi pour la production de la chaux mais aussi pour la construction comme le palais de justice de Bryson en 1891.
  - Marbre gris, c’est un dolomitique à grains fins, calcitique qui contient de la serpentine vert pâle. Extrait sur les bords de la rivière Calumet principalement pour la construction.
  - Marbre Orford, de couleur changeante ; rouge, vert pâle au vert foncé, c’est une péridotite serpentiniésée et carbinatisée. Extrait à l’est du lac Bowker, ce marbre scié en plaque sert à l’ornementation et à la construction de monuments